# International Institute for Geo-Information Science and Earth Observation
Das International Institute for Geo-Information Science and Earth Observation ist die größte Sektion des ITC (International Training Center) in Enschede (Niederlande), einer seit 1950 bestehenden Ausbildungsstätte der geowissenschaftlichen Erderkundung.
Die wichtigsten Aufgaben des Institutes sind:
- Aus- und Weiterbildung von Geowissenschaftlern und Technikern bei der Gewinnung und Verarbeitung von bodenbezogenen Daten der Erdoberfläche, der Atmosphäre und weiterer GIS-Primärdaten
- Forschung auf dem Gebiet der Fernerkundung und Geoinformation
- Unterstützung von Projekten auf diesem Gebiet, insbesondere in Entwicklungsländern
  - durch technische Beratung, Analyse der Daten und durch Management.

Das Institut stellt Methoden, Hilfsmittel und Tools für die Erforschung und Erhaltung der natürlichen Umwelt und ihrer Ressourcen zur Verfügung. Dabei bedient es sich unter anderem folgender Mess- und Verarbeitungsmethoden:
- Satellitenbilder, Luftbild-Photogrammetrie und Bildverarbeitung
- GPS und terrestrische Vermessung
- Geoinformationssysteme und Kartografie
- Herausgabe von Landkarten und -Daten.

## Historische Namen
- Ab 1950: International Training Centre for Aerial Survey[1]
- Ab 1966: International Institute for Aerial Survey and Earth Sciences
- Ab 1985: International Institute for Aerospace Survey and Earth Sciences
- Ab 2001: International Institute for Geo-Information Science and Earth Observation

## Belege
1. 1 2  Change of name of ITC. In: itc.nl. Abgerufen am 17. Januar 2019.